# Алексеевка (Петропавловский район)
Алексеевка — село в Петропавловском районе Алтайского края. Административный центр и единственный населённый пункт Алексеевского сельсовета.

## География
Расположено на правом берегу реки Ануя, при автодороге 01К-85.

## История
В 1926 году в селе имелось 349 хозяйств и проживал 1971 человек (957 мужчин и 1014 женщин). В национальном составе населения того периода преобладали русские. Действовали школа I ступени и лавка общества потребителей. В административном отношении являлось центром Алексеевского сельсовета Михайловского района Бийского округа Сибирского края.

## Население
| 1926  | 1997  | 1998  | 1999  | 2000  | 2001  | 2002  | 2003  | 2004  |
| ----- | ----- | ----- | ----- | ----- | ----- | ----- | ----- | ----- |
| 1971  | ↘1624 | ↘1597 | ↘1573 | ↘1572 | ↘1538 | ↘1536 | ↘1529 | ↘1525 |
| 2005  | 2006  | 2007  | 2008  | 2009  | 2010  | 2011  | 2012  | 2013  |
| ↘1511 | ↘1476 | ↘1473 | ↗1482 | ↘1477 | ↘1398 | ↘1395 | ↘1383 | ↘1364 |
| 2014  | 2015  | 2016  | 2017  | 2018  | 2019  | 2020  | 2021  |       |
| ↘1361 | ↘1358 | ↘1354 | ↗1356 | ↗1367 | ↘1350 | ↘1338 | ↘1320 |       |

Гендерный состав
В 1926 году в селе проживал 1971 человек (957 мужчин и 1014 женщин).
Национальный состав
В 1926 году в национальном составе населения преобладали русские.
Согласно результатам переписи 2002 года, в национальной структуре населения русские составляли 96 %.

## Инфраструктура
Администрация поселения, школа, почтамт.

## Транспорт
От Алексеевки начинается автодорога 01К-86 Алексеевка — Берёзовка — Солонешное протяженностью 63,2 км.